# Нойзорг
Нойзорг (нім. Neusorg) — громада в Німеччині, розташована в землі Баварія. Підпорядковується адміністративному округу Верхній Пфальц. Входить до складу району Тіршенройт. Центр об'єднання громад Нойзорг.
Площа — 17,85 км2. Населення становить 1916 ос. (станом на 31 грудня 2020).